# Hypoxis catamarcensis
Hypoxis catamarcensis är en enhjärtbladig växtart som beskrevs av Amelia Ellen Brackett. Hypoxis catamarcensis ingår i släktet Hypoxis och familjen Hypoxidaceae. Inga underarter finns listade i Catalogue of Life.